# Тагизаде, Абдулла Мамед оглы
Абдулла Мамед оглы Тагизаде (азерб. Abdulla Məmməd oğlu Tağızadə; 1897, Елизаветполь, Елизаветпольский уезд, Елизаветпольская губерния, Российская империя — 12 января 1938, Баку, Азербайджанская ССР, СССР) — азербайджанский лингвист, научный сотрудник азербайджанского филиала Академии наук СССР и заведующий кафедрой языкознания АПИ. Был одним из известных специалистов в области Азербайджанской орфографии и терминологии и одним из активных членов алфавитной реформы в Азербайджане. Стал жертвой сталинского Большого террора 1937—1938 годов.

## Биография
Родился в 1897 году в семье ремесленника в городе Гяндже (в то время Елисаветполе).
Первое образование Абдулла получил в начальной школе по соседству, затем учился в Елизаветпольской гимназии. В 1916 году успешно окончил гимназию и поступил на юридический факультет Московского университета. Год спустя вернулся в родной город из-за волны революций, охвативших Россию.
Поступив в 1919 году на исторический факультет вновь созданного Бакинского государственного университета, начинает работу в созданной при Министерстве просвещения Азербайджанской Демократической Республики алфавитной комиссии и вносит свои предложения.
В 1920 году работал техническим секретарем в Наркомате просвещения, заместителем в «специальной комиссии, созданной для помощи беженцам и пострадавшим», с 1921 года занимал должность ответственного секретаря журнала Наркомзема «Экинчи» и члена Бакинского совета, где начинает службу в сфере просвещения, чтобы применить свои знания и опыт в области образования.
По распоряжению Наркомпроса в 1924 году был направлен на учебу в институт восточных языков в Ленинграде. Также поступает на факультет языка и культуры Ленинградского государственного университета, где в 1925 году в Ленинграде познакомился с Бекиром Чобанзаде. Это знакомство позже перерастает в крепкую дружбу между ними.
В 1926 году участвовал в I Тюркологическом съезде в Баку.
Окончив высшее образование и поступив в аспирантуру, в 1928 году был приглашен Министерством просвещения Азербайджана. Работал ответственным секретарем в сборнике Всесоюзного комитета нового алфавита «культура и письма Востока». В Высшей школе читает лекции по дисциплине «древнетюркские языки», в Азербайджанском научно-исследовательском институте читает аспирантам лекции по дисциплинам «письменные памятники древнетюркских языков» и «грамматика тюркских языков», а также преподает азербайджанский язык в Институте марксизма-ленинизма.
Работал научным сотрудником в Азербайджанском научно-исследовательском институте, в отделе литературы и искусства, а затем заведующим отделом лингвистики и терминологии, опубликовал книгу «История тюрко-татарских языков сарф-Нахви».

## Арест. Гибель
Арестован 17 марта 1937 года. 12 сентября 1937 года было получено разрешение на продление следствия еще на 6 месяцев. Был расстрелян как «враг народа» 12 января 1938 года. Из документов по следственному делу известно, что была сожжена и его личная библиотека.